# Хоссам Галі
Хоссам Галі (араб. حسام غالي, нар. 15 грудня 1981, Кафр-еш-Шейх) — єгипетський футболіст, що грав на позиції півзахисника за «Аль-Аглі», саудівський «Аль-Наср» (Ер-Ріяд), низку європейських клубних команд, а також за національну збірну Єгипту, у складі якої — володар Кубка африканських націй. 

## Клубна кар'єра
Народився 15 грудня 1981 року в місті Кафр-еш-Шейх. Вихованець футбольної школи клубу «Аль-Аглі». Дорослу футбольну кар'єру розпочав 1999 року в основній команді того ж клубу, в якій провів чотири сезони, взявши участь у 61 матчі чемпіонату.
2003 року перебрався до «Феєнорда», який сплатив за трансфер півзахисника півтора мільйони євро. Відіграв у Нідерландах два з половиною сезони кар'єри, ставши гравцем основного складу команди з Роттердама.
На початку 2006 року за три мільйони євро перейшов до англійського «Тоттенгем Готспур». Мав регулярну ігрову практику в сезоні 2006/07, після чого втратив довіру тренерського штабу «шпор», і, провівши першу половину 2008 року в оренді в «Дербі Каунті», на початку 2009 року перебрався до еміратського «Аль-Насра» (Ер-Ріяд), де провів півтора роки.
Згодом у 2010–2013 роках грав за рідний каїрський «Аль-Аглі», після чого ще на ріка повертався до Європи, де протягом сезону 2013/14 захищав кольори бельгійського «Льєрса».
2014 року знову повернувся до «Аль-Аглі», кольори якого захищав до завершення кар'єри у 2018 році з піврічною перервою у другій половині 2017, коли удруге грав за «Аль-Наср» (Ер-Ріяд).

## Виступи за збірні
Протягом 2001–2003 років залучався до складу молодіжної збірної Єгипту. На молодіжному рівні зіграв у 16 офіційних матчах, забив 3 голи.
З 2002 по 2004 рік захищав кольори олімпійської збірної Єгипту. У складі цієї команди провів 6 матчів, забив 1 гол.
2002 року дебютував в офіційних матчах у складі національної збірної Єгипту.
У складі збірної був учасником Кубка африканських націй 2004 року в Тунісі. Згодом пропустив континентальні першості 2006 і 2008 років, на яких Єгипет ставав чемпіоном Африки, а ось на Кубку африканських націй 2010 в Анголі, де єгиптяни знову здобули «золото», був серед основних гравців.
Загалом протягом кар'єри у національній команді, яка тривала 15 років, провів у її формі 72 матчі, забивши 4 голи.
| Дата       | Місто         | Господарі                        | Результат  | Гості                            | Турнір                                      | Голи | Примітки |
| ---------- | ------------- | -------------------------------- | ---------- | -------------------------------- | ------------------------------------------- | ---- | -------- |
| 08-08-2002 | Александрія   | Єгипет                           | 4 – 1      | Ефіопія                          | товариський матч                            | -    | 57'      |
| 20-08-2002 | Александрія   | Єгипет                           | 2 – 0      | Уганда                           | товариський матч                            | -    | 46'      |
| 23-08-2002 | Каїр          | Єгипет                           | 3 – 0      | Судан                            | товариський матч                            | -    | 67'      |
| 27-08-2002 | Александрія   | Єгипет                           | 0 – 1      | Лівія                            | товариський матч                            | -    |          |
| 08-09-2002 | Антананаріву  | Мадагаскар                       | 1 – 0      | Єгипет                           | Відбір до Кубка африканських націй 2004     | -    | 82'      |
| 25-11-2002 | Лагос         | Нігерія                          | 1 – 1      | Єгипет                           | товариський матч                            | -    | 46'      |
| 12-02-2003 | Каїр          | Єгипет                           | 1 – 4      | Данія                            | товариський матч                            | -    | 88'      |
| 19-03-2003 | Порт-Саїд     | Єгипет                           | 6 – 0      | Катар                            | товариський матч                            | -    |          |
| 29-03-2003 | Порт-Луї      | Маврикій                         | 0 – 1      | Єгипет                           | Відбір до Кубка африканських націй 2004     | -    | 82'      |
| 30-04-2003 | Сен-Дені      | Франція                          | 5 – 0      | Єгипет                           | товариський матч                            | -    | 75'      |
| 20-06-2003 | Порт-Саїд     | Єгипет                           | 6 – 0      | Мадагаскар                       | Відбір до Кубка африканських націй 2004     | -    |          |
| 17-01-2004 | Порт-Саїд     | Єгипет                           | 1 – 1      | Буркіна-Фасо                     | товариський матч                            | -    | 46'      |
| 03-02-2004 | Монастір      | Камерун                          | 0 – 0      | Єгипет                           | Кубок африканських націй 2004 - 1-й етап    | -    | 81'      |
| 20-06-2004 | Александрія   | Єгипет                           | 1 – 2      | Кот-д'Івуар                      | Відбір до ЧС 2006                           | -    | 78'      |
| 05-07-2004 | Котону        | Бенін                            | 3 – 3      | Єгипет                           | Відбір до ЧС 2006                           | -    | 57'      |
| 17-08-2005 | Понта-Делгада | Португалія                       | 2 – 0      | Єгипет                           | товариський матч                            | -    | 60'      |
| 04-09-2005 | Каїр          | Єгипет                           | 4 – 1      | Бенін                            | Відбір до ЧС 2006                           | -    | 56'      |
| 08-10-2005 | Яунде         | Камерун                          | 1 – 1      | Єгипет                           | Відбір до ЧС 2006                           | -    | 63'      |
| 16-11-2005 | Каїр          | Єгипет                           | 1 – 2      | Туніс                            | товариський матч                            | -    | 53'      |
| 07-10-2006 | Габороне      | Ботсвана                         | 0 – 0      | Єгипет                           | Відбір до Кубка африканських націй 2008     | -    | 17'      |
| 15-11-2006 | Брентфорд     | Єгипет                           | 1 – 0      | ПАР                              | товариський матч                            | -    | 70'      |
| 25-03-2007 | Каїр          | Єгипет                           | 3 – 0      | Мавританія                       | Відбір до Кубка африканських націй 2008     | 2    |          |
| 03-06-2007 | Нуакшот       | Мавританія                       | 1 – 1      | Єгипет                           | Відбір до Кубка африканських націй 2008     | -    | 49'      |
| 21-11-2007 | Порт-Саїд     | Єгипет                           | 0 – 0      | Лівія                            | товариський матч                            | -    |          |
| 25-11-2007 | Каїр          | Єгипет                           | 2 – 1      | Саудівська Аравія                | товариський матч                            | 1    | 87'      |
| 05-01-2008 | Каїр          | Єгипет                           | 3 – 0      | Намібія                          | товариський матч                            | -    |          |
| 01-06-2008 | Каїр          | Єгипет                           | 2 – 1      | ДР Конго                         | Відбір до ЧС 2010                           | -    | 49'      |
| 22-06-2008 | Каїр          | Єгипет                           | 2 – 0      | Малаві                           | Відбір до ЧС 2010                           | -    | 21'      |
| 29-12-2009 | Каїр          | Єгипет                           | 1 – 1      | Малаві                           | товариський матч                            | -    | 46'      |
| 04-01-2010 | Дубай         | Єгипет                           | 1 – 0      | Малі                             | товариський матч                            | -    | 24', 82' |
| 12-01-2010 | Бенгела       | Єгипет                           | 3 – 1      | Нігерія                          | Кубок африканських націй 2010 - 1-й етап    | -    | 56'      |
| 20-01-2010 | Бенгела       | Єгипет                           | 2 – 0      | Бенін                            | Кубок африканських націй 2010 - 1-й етап    | -    |          |
| 25-01-2010 | Бенгела       | Єгипет                           | 3 – 1 д.ч. | Камерун                          | Кубок африканських націй 2010 - чвертьфінал | -    | 85'      |
| 28-01-2010 | Бенгела       | Алжир                            | 0 – 4      | Єгипет                           | Кубок африканських націй 2010 - півфінал    | -    | 53'      |
| 31-01-2010 | Луанда        | Гана                             | 0 – 1      | Єгипет                           | Кубок африканських націй 2010 - Фінал       | -    | 59'      |
| 03-03-2010 | Лондон        | Англія                           | 3 – 1      | Єгипет                           | товариський матч                            | -    |          |
| 11-08-2010 | Каїр          | Єгипет                           | 6 – 3      | ДР Конго                         | товариський матч                            | -    | 46'      |
| 10-10-2010 | Бангі         | Нігер                            | 1 – 0      | Єгипет                           | Відбір до Кубка африканських націй 2012     | -    | 46'      |
| 11-01-2011 | Ісмаїлія      | Єгипет                           | 3 – 0      | Бурунді                          | товариський матч                            | -    | 46'      |
| 14-01-2011 | Каїр          | Єгипет                           | 5 – 1      | Кенія                            | товариський матч                            | -    | 58'      |
| 17-01-2011 | Каїр          | Єгипет                           | 3 – 1      | Уганда                           | товариський матч                            | -    | 52'      |
| 26-03-2011 | Йоганнесбург  | ПАР                              | 1 – 0      | Єгипет                           | Відбір до Кубка африканських націй 2012     | -    |          |
| 05-06-2011 | Каїр          | Єгипет                           | 0 – 0      | ПАР                              | Відбір до Кубка африканських націй 2012     | -    |          |
| 14-11-2011 | Доха          | Бразилія                         | 2 – 0      | Єгипет                           | товариський матч                            | -    | 46'      |
| 29-03-2012 | Омдурман      | Єгипет                           | 2 – 1      | Уганда                           | товариський матч                            | -    |          |
| 12-04-2012 | Дубай         | Єгипет                           | 3 – 2      | Нігерія                          | товариський матч                            | -    |          |
| 17-04-2012 | Дубай         | Ірак                             | 0 – 0      | Єгипет                           | товариський матч                            | -    | 23'      |
| 20-05-2012 | Омдурман      | Єгипет                           | 2 – 1      | Камерун                          | товариський матч                            | -    | 46' 71'  |
| 22-05-2012 | Омдурман      | Єгипет                           | 3 – 0      | Того                             | товариський матч                            | -    | 64'      |
| 10-06-2012 | Конакрі       | Гвінея                           | 2 – 3      | Єгипет                           | Відбір до ЧС 2014                           | -    | 85'      |
| 15-06-2012 | Александрія   | Єгипет                           | 2 – 3      | Центральноафриканська Республіка | Відбір до Кубка африканських націй 2013     | -    | 79'      |
| 30-06-2012 | Бангі         | Центральноафриканська Республіка | 1 – 1      | Єгипет                           | Відбір до Кубка африканських націй 2013     | -    |          |
| 12-10-2012 | Дубай         | Єгипет                           | 3 – 0      | Республіка Конго                 | товариський матч                            | -    | 46'      |
| 14-08-2013 | Ель-Гуна      | Єгипет                           | 3 – 0      | Уганда                           | товариський матч                            | -    |          |
| 10-09-2013 | Ель-Гуна      | Єгипет                           | 4 – 2      | Гвінея                           | Відбір до ЧС 2014                           | 1    | кап.     |
| 15-10-2013 | Кумасі        | Гана                             | 6 – 1      | Єгипет                           | Відбір до ЧС 2014                           | -    | 36'      |
| 14-11-2013 | Каїр          | Єгипет                           | 2 – 0      | Замбія                           | товариський матч                            | -    |          |
| 19-11-2013 | Каїр          | Єгипет                           | 2 – 1      | Гана                             | Відбір до ЧС 2014                           | -    | кап.     |
| 05-03-2014 | Інсбрук       | Боснія і Герцеговина             | 0 – 2      | Єгипет                           | товариський матч                            | -    | кап.     |
| 30-05-2014 | Сантьяго      | Чилі                             | 3 – 2      | Єгипет                           | товариський матч                            | -    | 35' 46'  |
| 04-06-2014 | Лондон        | Ямайка                           | 2 – 2      | Єгипет                           | товариський матч                            | -    | кап.     |
| 30-08-2014 | Асуан         | Єгипет                           | 1 – 0      | Кенія                            | товариський матч                            | -    | 63'      |
| 05-09-2014 | Дакар         | Сенегал                          | 2 – 0      | Єгипет                           | Відбір до Кубка африканських націй 2015     | -    | 46'      |
| 10-09-2014 | Каїр          | Єгипет                           | 0 – 1      | Туніс                            | Відбір до Кубка африканських націй 2015     | -    | кап. 37' |
| 19-11-2014 | Монастір      | Туніс                            | 2 – 1      | Єгипет                           | Відбір до Кубка африканських націй 2015     | -    | 64'      |
| 26-03-2015 | Каїр          | Єгипет                           | 2 – 0      | Екваторіальна Гвінея             | товариський матч                            | -    | 62'      |
| 14-11-2015 | Нджамена      | Чад                              | 1 – 0      | Єгипет                           | Відбір до ЧС 2018                           | -    | 76'      |
| 17-11-2015 | Александрія   | Єгипет                           | 4 – 0      | Чад                              | Відбір до ЧС 2018                           | -    | кап.     |
| 27-01-2016 | Асуан         | Єгипет                           | 0 – 1      | Йорданія                         | товариський матч                            | -    | кап.     |
| 27-02-2016 | Александрія   | Єгипет                           | 2 – 0      | Буркіна-Фасо                     | товариський матч                            | -    | кап. 46' |
| 25-03-2016 | Кадуна        | Нігерія                          | 1 – 1      | Єгипет                           | Відбір до Кубка африканських націй 2017     | -    | 70'      |
| 29-03-2016 | Александрія   | Єгипет                           | 1 – 0      | Нігерія                          | Відбір до Кубка африканських націй 2017     | -    | 76'      |
| Усього     |               | Матчів                           | 72         |                                  | Голів                                       | 4    |          |

## Титули і досягнення
- Чемпіон Єгипту (5):

«Аль-Аглі»: 1999-2000, 2010-2011, 2015-2016, 2016-2017, 2017-2018
- Володар Кубка Єгипту (3):

«Аль-Аглі»: 2001, 2003, 2017
- Переможець Ліги чемпіонів КАФ (2):

«Аль-Аглі»: 2001, 2012
- Володар Суперкубка КАФ (2):

«Аль-Аглі»: 2002, 2013
- Володар Кубка конфедерації КАФ (1):

«Аль-Аглі»: 2014
- Переможець Панарабських ігор: 2007
- Володар Кубка африканських націй (1):

2010